# Go-Shirakawa
Imperador Go-Shirakawa (18 de outubro de 1127 — 26 de abril de 1192) foi o 77º imperador do Japão, na lista tradicional de sucessão.

## Vida
Antes da sua ascensão ao Trono do Crisântemo seu nome era Masahito. Era o quarto filho do imperador Toba. Sua mãe foi Fujiwara no Shoshi, também conhecida como Taiken-mon In.
Go-Shirakawa não foi nomeado príncipe herdeiro, mas mesmo assim ascendeu ao Trono em 24 de setembro de 1155 aos 29 anos de idade. Logo após 20 de julho de 1156 o Imperador em Clausura Toba morre aos 54 anos de idade. Seu irmão e Imperador Aposentado Sutoku contesta a sucessão conclamando seus aliados para derrubá-lo o que iniciou a Rebelião Hōgen.
Vitorioso na Rebelião Hōgen, Go-Shirakawa pode se tornar Imperador em Clausura e abdica ao trono em 11 de agosto de 1158 aos 32 anos de idade, mantendo os mesmos poderes anteriores, em favor de Nijo, mas seus planos não ocorreram da forma como pretendia pois ao diminuir a influência do clã Fujiwara aumentou o poder dos samurais. Sua política permitiu a Taira no Kiyomori tomar o poder, e no final de sua vida, Minamoto no Yoritomo consegue estabelecer o Shogunato Kamakura (Bakufu) em 1185, que deu início ao controle samurai do Japão por 700 anos, até a Restauração Meiji, em meados do Século XIX.
Logo após o termino de seu reinado que ocorreu a Rebelião Heiji entre os clãs samurai, Taira e Minamoto em 1159, e foi iniciada por grupos que tinham posições contrárias ao governo de clausura de Go-Shirakawa. No final do episódio a vitória dos Taira (Heike) agravou a rivalidade com os Minamoto (Genji) que levou às Guerras Genpei.
Taira no Kiyomori, líder dos Taira, estava numa posição invejável para influenciar o Imperador, e consegue, em 1167, durante o curto reinado do Imperador Rokujo ser o primeiro membro de uma família guerreira a ser nomeado Daijō Daijin, administrando de fato o governo imperial tirando-o de Go-Shirakawa. 
Go-Shirakawa tentou um golpe de Estado para expulsar Kiyomori em 1177, mas não conseguiu. Em 1179, com a morte da filha de Kiyomori, Moriko, a cujos cuidados Motomichi fora confiado em sua infância, Kiyomori e Go-Shirakawa, tiveram uma nova queda de braço. A pedido de Motofusa, Go-Shirakawa expropriou todas as terras que pertenciam a Motomichi e as deu a Motofusa. Além disso, após a morte de Shigemori pouco tempo depois, o mesmo procedimento foi feito. Cabe salientar que todas essas terras eram Fujiwara e foram entregue aos Taira com a morte de Konoe Motozane. Motomichi também sai prejudicado, embora líder legal dos Fujiwara, sendo neto de Kiyomori, e com idade legal, lhe fora negado o cargo de Chūnagon, e dado ao filho de Motofusa, Moroie.
Kiyomori se sentiu desafiado. Partindo de sua casa de campo em Fukuhara, na província de Settsu, à frente de uma grande tropa, colocou o ex-imperador em confinamento rigoroso no Palácio Toba, segregando-o completamente do mundo oficial e privando-o de todas as funções administrativas, baniu Motofusa e o Daijō Daijin Fujiwara no Moronaga, ele demitiu os trinta e nove altos funcionários que serviam Go-Shirakawa, nomeou Motomichi para o cargo de Kanpaku, e a Munemori, deu a função de guardar Quioto, dando-lhe fortes guarnições de tropas leais aos Taira ao norte e ao sul da capital.
Mesmo assim Go-Shirakawa planejava recuperar o poder, e secretamente enviou seu filho príncipe Mochihito para entregar uma mensagem aos Minamoto na qual proclamava os Taira como inimigos da Corte pedindo para que os Minamoto lutassem contra eles. Este foi o estopim das Guerras Guenpei.
Em 1181 Kiyomori morreu e o declínio dos Taira começou. Go-Shirakawa governou novamente como imperador em clausura. Em 1183, Minamoto no Yoshinaka da Província de Musashi derrotou definitivamente os Taira e entrou em Quioto. Depois de lutas internas dentro do clã Minamoto, Minamoto no Yoshitsune, um irmão de Yoritomo destruiu completamente o clã Taira em 1185 na Batalha de Dan no Ura.
Go-Shirakawa se tornou monge budista em julho de 1169 aos 42 anos de idade quando passou a ser chamado de Gyōshin.
Go-Shirakawa morreu em 26 de abril de 1192, aos 64 anos de idade, e é tradicionalmente venerado em um memorial no santuário xintoísta em Quioto. A Agência da Casa Imperial designa este local como Mausoléu de Go-Shirakawa. E é oficialmente chamado Hōjū-ji no Misasagi.

## Daijō-kan
- Kanpaku, Fujiwara no Tadamichi[4]
- Daijō Daijin, Sanjō Saneyuki[4]
- Sadaijin, Fujiwara no Koremichi, mandato 1157 a 1160
- Sadaijin, Tokudaiji Saneyoshi, mandato 1156 a 1157
- Sadaijin, Fujiwara no Yorinaga, mandato 1155 a 1156[4]
- Udaijin, Fujiwara no Motozane, mandato 1155 a 1158
- Naidaijin, Sanjō Kiminori, mandato 1157 a 1158
- Naidaijin, Fujiwara no Koremichi, mandato 1156 a 1157
- Naidaijin, Tokudaiji Saneyoshi, mandato 1155 a 1156